# 文市镇
文市镇，是中华人民共和国广西壮族自治区桂林市灌阳县下辖的一个乡镇级行政单位。

## 行政区划
文市镇下辖以下地区：
文市村、大湾村、西就村、瑶上村、吉田村、吉头村、月岭村、玉溪村、清塘村、桂岩村、勒塘村、集全村、北流村、同仁村、王道村、陈家坪村、昭仪村、会湘村、马莲村、达溪村和联合村。

## 中国传统村落
2013年8月，月岭村被评为第二批中国传统村落。